# Zwitserduits
Zwitserduits of Schwyzerdütsch (Duits: Schweizerdeutsch), ook gespeld als Schwizertitsch, Schwyzerdytsch, Schwiizertüütsch of Schwyzertütsch, is een verzameling van dialecten die gesproken worden in het grootste deel van Zwitserland en in Liechtenstein. Het betreft Hoogalemannische dialecten binnen het Duits. Deze dialectgroep omvat ook de oorspronkelijke taal in de Elzas en Baden-Württemberg.
De Zwitserduitse dialecten zijn niet te verwarren met de standaardtaal van Duitstalig Zwitserland, Schweizer Hochdeutsch. Dat is de Duitse standaardtaal zoals ze in Zwitserland wordt geschreven en soms ook gesproken.

## Geografische verdeling

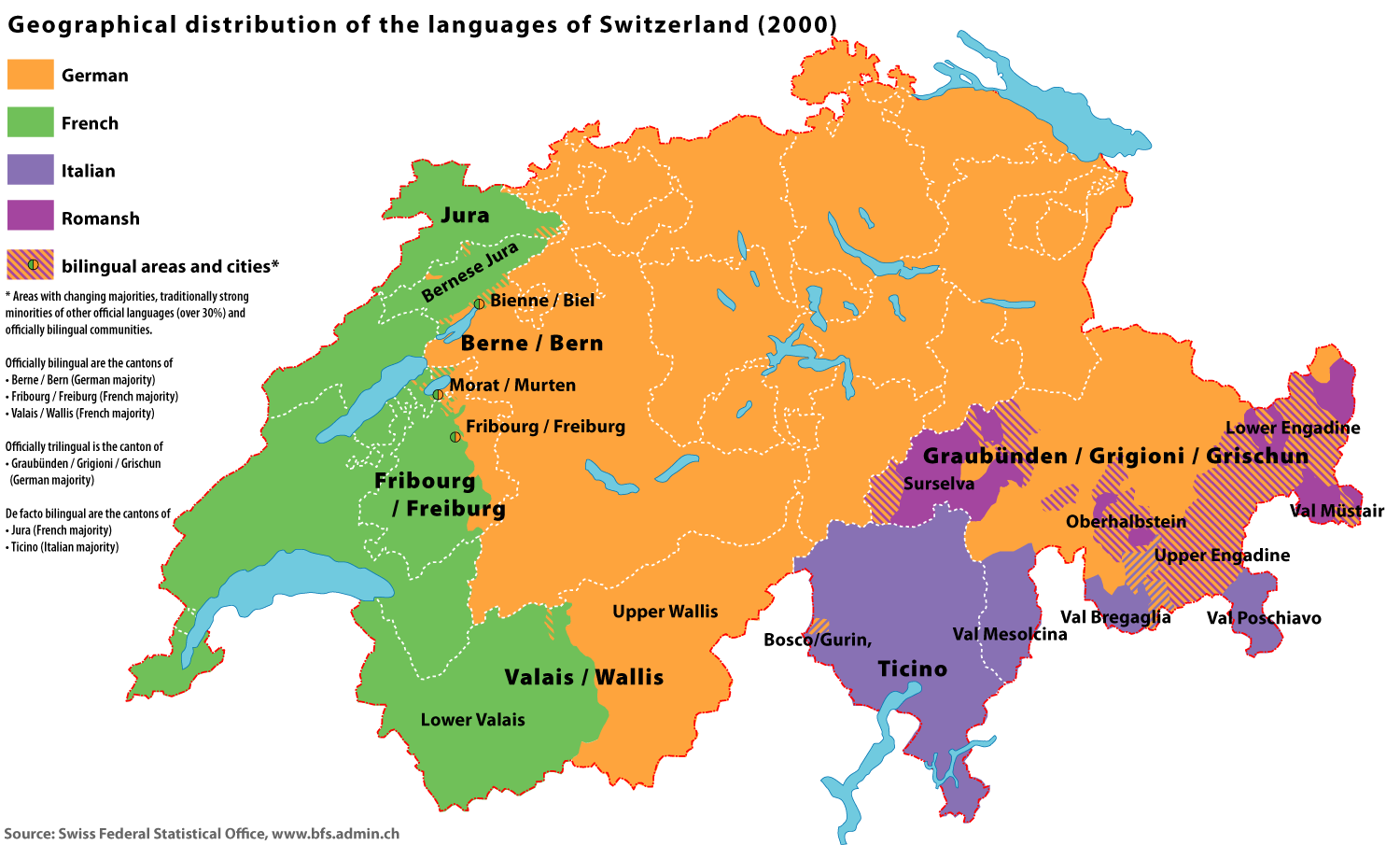
Het Zwitsers taallandschap: Taalgebieden in Zwitserland (2000). Het gebied van het Zwitserduits is in oranje weergegeven.

De meest gesproken Zwitserduitse dialecten zijn die van de kantons Bern en Zürich. Het Bazelduits is verwant aan het Elzassisch. Een opmerkelijk dialect is verder het Walliserduits, dat in het kanton Wallis gesproken wordt en door Wallisser kolonisten in Graubünden en Italië is verspreid waar het in enkele dorpsgemeenschappen voortleeft. Dit dialect wordt door andere Zwitsers moeilijk verstaan.
Geen van de dialectvarianten kan bestempeld worden als het Zwitserduits. De dialecten verschillen niet alleen per kanton maar ook van dal tot dal en van dorp tot dorp.
Door de opkomst van radio en televisie hebben de stadsdialecten, in bijzonder het Zürichs, een grotere invloed gekregen (de Duitstalige Zwitserse publieke omroep SRF is gevestigd in Zürich).

## Spelling
Er bestaat geen officiële spelling van het Zwitserduits.
Geschreven wordt in het Hoogduits (Standaardduits), namelijk in de Zwitserse variëteit Schweizer Hochdeutsch. Deze variëteit verschilt iets van de standaardvariëteiten in Duitsland en Oostenrijk. Zo kende de Zwitserse spelling nooit de "ß".
Onder voornamelijk jongeren wordt met name bij sms-berichten en in chat-rooms veelvuldig dialectwoorden fonetisch opgeschreven.

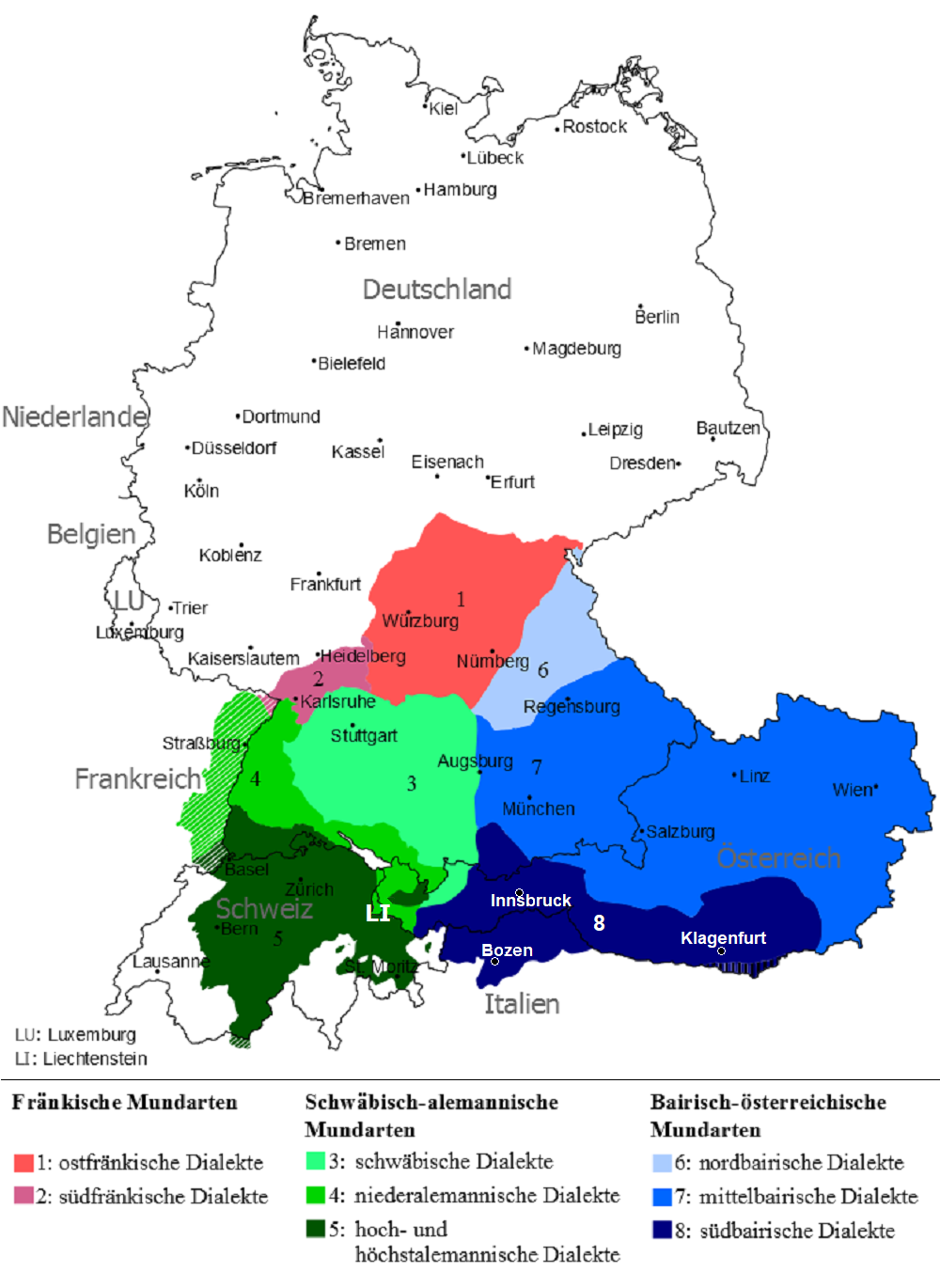
De verspreiding van het Alemannisch in Zuid-Duitsland, Zwitserland en Oostenrijk

## Classificatie
- Indo-Europees
  - Germaans
    - West-Germaans
      - Duits
        - Hoogduits
          - Alemannisch
            - Hoogalemannisch
              - Zwitserduits

## Het Zwitserduits binnen het Alemannische dialect
Het Alemannische dialect kan men verdelen in 3 groepen:
Nederalemannisch wordt gesproken in de omgeving van Baden-Baden, Zuid-Duitsland. Binnen Zwitserland wordt dit dialect alleen gesproken in het uiterste noordwesten (rondom Basel, het Bazelduits).
Hoogalemannisch wordt gesproken in Zwitserland, Frankrijk, Liechtenstein en in Italië. Ook het dialect uit het Oostenrijkse Vorarlberg en het gebied in het zuiden van Baden-Württemberg behoort hier toe.
Hoogstalemannisch wordt gesproken in het gebied van de Alpen. Speciaal in het kanton Wallis en door de vroegere bevolking van Wallis gestichte plaatsen in de overige Alpen en Vorarlberg.

## Wie spreekt Zwitserduits

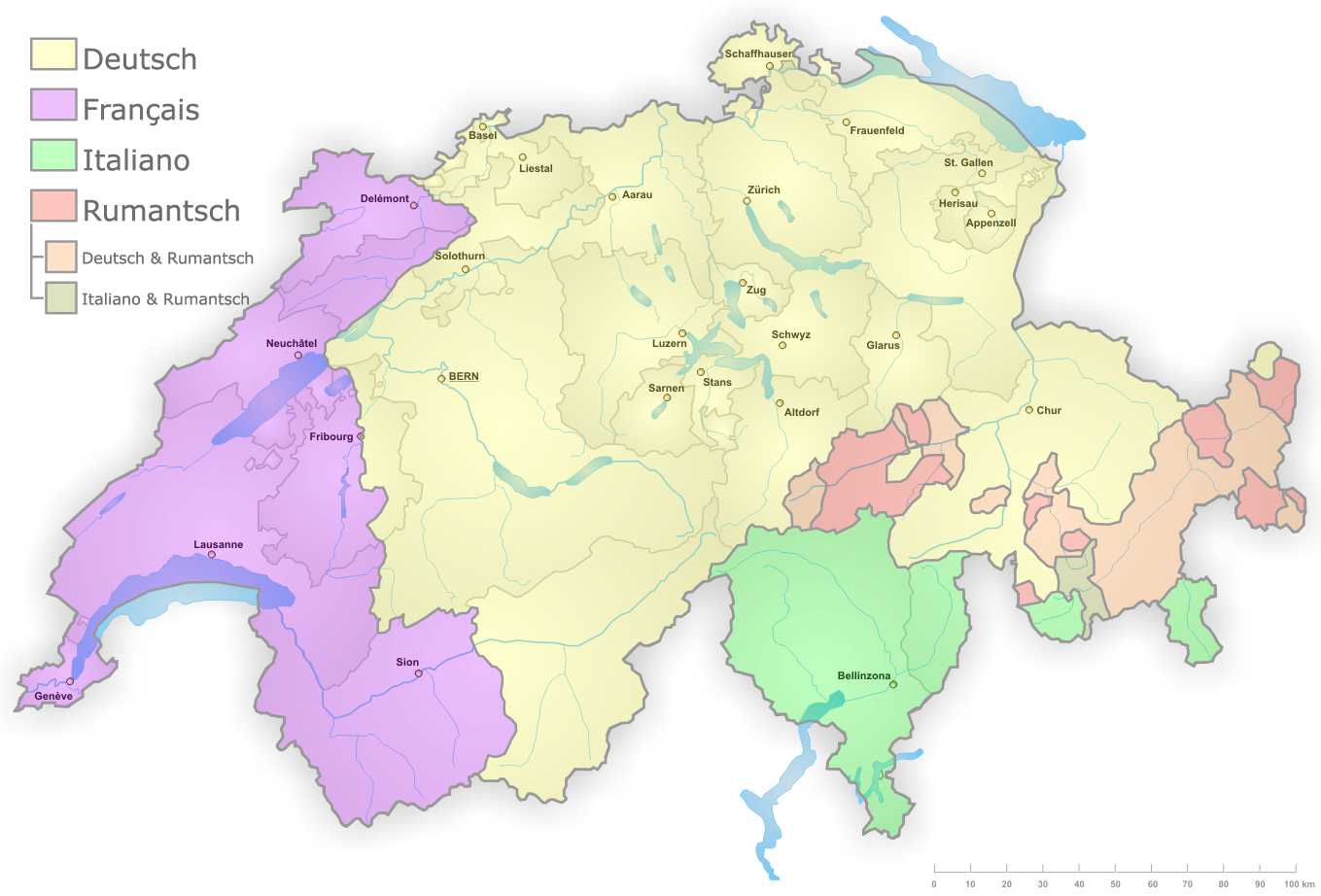
Kleine topografische taalkaart van Zwitserland.
Paars: Frans, groen: Italiaans, rood: Retoromaans en geel: Zwitserduits

In 2000 werd vastgesteld dat 93,3% van de Duitstalige Zwitsers het Zwitserduits dagelijks spreekt, en dit in alle sociale lagen van de bevolking (zie ook etnolect/sociolect). Weer 66,4% van deze groep gaf aan zelfs nooit Hoogduits te spreken.
Op school worden de lessen in Hoogduits gegeven, zodat de Zwitsers Hoogduits leren spreken. Dit Zwitsers Hoogduits onderscheidt zich in tempo, klemtoon en melodie van het Hoogduits in Duitsland en gebruikt vaak leenwoorden uit onder meer het Frans.
In de nieuwsuitzendingen wordt Hoogduits (ook wel Schriftduits genoemd door de Zwitsers) gesproken, vele andere uitzendingen (ook het weerbericht) vinden in het Zwitserduits plaats, waarbij vrijwel iedereen zijn lokale dialect spreekt.
Zowel de Franssprekende als de Italiaanssprekende bevolking krijgt op school les in Hoogduits. Dat helpt hen weinig bij het begrijpen van Zwitserduits. Omgekeerd is het Frans in Zwitserland niet zo afwijkend van het Frans in Frankrijk, zodat Duitssprekende Zwitsers die het Frans geleerd hebben, een conversatie in het Frans kunnen volgen.

## Ontwikkeling van het Zwitserduits
Aan een uitsterven van het Zwitserduits valt niet te denken. Eerder vindt het omgekeerde plaats. De leraar zal in het Hoogduits doceren maar in de uitleg en conversatie met zijn leerlingen het plaatselijke dialect gebruiken. Dit verschijnsel staat algemeen bekend als diglossie, en wordt in de volksmond ook wel de "taal van het verstand tegenover de taal van het hart" genoemd.
Ook Zwitserland en dus het Zwitserduits is niet onaantastbaar voor de globalisering. Steeds meer leenwoorden uit het Engels worden in de taal opgenomen. Ook de grotere mobiliteit binnen Zwitserland zorgt ervoor dat de verschillende Zwitserduitse dialecten afvlakken tot een algemeen Zwitsers. Wie zich echter kenbaar wil maken aan zijn taal zal zijn regionale variant sterker profileren.

## Typische woorden
De volgende Zwitserduitse woorden zijn wat meer bekend (zijn hier Nederlands fonetisch opgeschreven, de Zwitserse onofficiële schrijfwijze wijkt hiervan af):
| Zwitserduits                     | Hoogduits                  | Nederlands                   | Bijzonderheden                                              |
| -------------------------------- | -------------------------- | ---------------------------- | ----------------------------------------------------------- |
| Gru-(e)tsi / Gru-essech (Gruezi) | Guten Tag, hallo           | Goeden dag, hallo            | het Grüezi meer in het oostelijk deel                       |
| Me(r)ssi                         | Danke                      | Bedankt                      | van het Franse Merci                                        |
| Excusee of Axcusie               | Entschuldigung, Verzeihung | Neem me niet kwalijk, pardon | van het Franse Excusez                                      |
| ksie                             | gewesen                    | geweest                      | van het Duitse sein ‘zijn’ - gesein ‘gezijn’                |
| Anke                             | Butter                     | boter                        | uit Oudhoogduits ancho                                      |
| Chile                            | Kirche                     | kerk                         | uit het Keltisch, zoals het Ierse cill, dat ‘kerk’ betekent |
| bugle                            | arbeiten                   | werken                       | soms ook bügeln, dat gewoonlijk glätten genoemd wordt       |
| posjte, kuumerle                 | einkaufen                  | boodschappen doen            | in het westen ook "Kommisione mache", uit het Frans         |
| Adee, Adië, Tsjau                | auf Wiedersehen            | tot ziens, vaarwel           | Frans adieu; Italiaans addio, ciao                          |
| Schwiets                         | Schweiz                    | Zwitserland                  | Het toont als de naam van het kanton Schwyz.                |

Hoe dichter men bij Romandië komt, hoe meer leenwoorden uit het Frans in het Zwitserduits vermengd worden.
Er worden ook woorden gebruikt die alleen zeer regionaal worden begrepen. In het Duits van het kanton Fribourg en speciaal in het district Sense worden woorden als fahketa voor broekzak, woi en ai voor omhoog en omlaag gebruikt, waar in andere delen van Zwitserland meer het oefe en abbe wordt gebruikt. Een Freiburger zegt bijvoorbeeld voor zometeen nai.

## Uitspraak
- Een klank die zowel in het Nederlands, als in het Zwitserduits gebruikt wordt en niet in de Duitse standaardtaal is de ch. Deze ch wordt vaak ook aan een k aangeplakt. Bijvoorbeeld Duits krank [kʀaŋk] ‘ziek’ - Zwitserduits chrankch [xʀaŋkx].
- Ei wordt vaak ie. Bijvoorbeeld Zeit ‘tijd’ wordt Tsiet.
- De n aan het einde van het woord wordt vaak niet uitgesproken: singen wordt singe
- De -eln wordt verdraaid tot -le. Bijvoorbeeld zügeln ‘verhuizen’ wordt tsügle.
- De uitgang -ung wordt -ig. Bijvoorbeeld het Duitse woord voor kruising Kreuzung wordt Chrüzig.
- Voltooid deelwoorden worden vaak verkort. Bijvoorbeeld gehabt ‘gehad’ wordt gha, gesehen ‘gezien’ wordt gseh.
- De klemtoon wordt vaak op de eerste lettergreep gelegd, in tegenstelling tot het Duits, bijvoorbeeld bij het woord Balkon.

## Grammatica
- Er wordt maar één verleden tijd gebruikt, namelijk de voltooid tegenwoordige tijd. Onvoltooid verleden tijd of de voltooid verleden tijd dus niet. Bijvoorbeeld: I bi gsi - "ich bin gewesen" - ik was of ik ben geweest
- Als vervanger van de voltooid verleden tijd, om uit te kunnen drukken dat een handeling verder in het verleden lag dan een andere, wordt een constructie met twee voltooid deelwoorden gebruikt. Bijvoorbeeld: I bi ggange gsi - "ich war gegangen" - ik was gegaan.
- Het gebruik van de toekomende tijd is vrij ongebruikelijk
- De genitief wordt in de meeste dialecten niet gebruikt. Bijvoorbeeld: em Maa sies Hoes - "das Haus des Mannes" - het huis van de man.
- Het gebruikt van het woord wo (waar) in plaats van het Duitse "der, die, das, was, welcher, welches". Voorbeeld: das wo sie mir gseit het - "das, was sie mir sagte" - datgene, dat ze me heeft gezegd.
- Voor verkleinwoorden wordt vaak de uitgang -li gebruikt. Bijvoorbeeld: das Tischli - het tafeltje.
- Dubbel gebruik van bepaalde werkwoorden als komen en laten. Bijvoorbeeld: Sie choent cho loufe - "Sie kommt laufen" - Ze komt lopen. Of: Si laat mi nit la sjlafe - "Sie lässt mich nicht schlafen" - Ze laat me niet slapen.

## Helvetismen
Helvetismen zijn uitdrukkingen die typisch voor Zwitserland zijn. Dit kunnen uitdrukkingen uit Zwitserduitse dialecten of uitdrukkingen uit Schweizer Hochdeutsch zijn. Veel Duitsers en Oostenrijkers zullen die onderscheiding echter niet maken en helvetismen in het algemeen als regionalismen of Zwitsers dialect aanschouwen.
Een voorbeeld: Nachtmahl is Zwitsers Standaardduits voor avondeten, en Z'Nacht dialect.
Hier enige voorbeelden (Zwitserduits - Hoogduits - Nederlands):
- Beiz - Kneipe - café
- Chuchichäschtli - Küchenschränkchen - keukenkastje
- Estrich - Dachboden - zolder
- Glacé - Speiseeis - ijsje
- Herdöpfelstock - Kartoffelpuree - aardappelpuree
- Kehricht - Abfall - afval
- Z'Nacht - Abendessen - avondeten
- Natel - Handy - mobiele telefoon (het eerste mobiele telefoonnetwerk in Zwitserland heette NATEL)
- Poulet - Hähnchen - gebraden kip
- Sackgeld - Taschengeld - zakgeld
- speditiv - rasch, schnell - snel
- Spital - Krankenhaus - ziekenhuis
- Velo - Fahrrad - fiets
- WC - Klo - toilet
- luege - schauen - zien
- lose - hören - luisteren
- loufe - gehen - lopen
- poschte - einkaufen - winkelen

Woorden als Gletscher ‘gletsjer’, Heimweh ‘heimwee’, Putsch ‘slag, botsing’ (> Hoogduits ‘plotselinge volksopstand’ > Ndl ‘staatsgreep’), Müesli ‘müsli’, Fondue ‘fondue’ en Lawine ‘lawine’ zijn bekende Hoogduitse woorden die aan het Zwitserduits zijn ontleend. Via het Hoogduits zijn veel van deze oorspronkelijk Zwitserduitse woorden vervolgens weer in het Nederlands en een aantal andere talen beland.

## Varia
Er is een Wikipedia in het Alemannisch (waar het Zwitserduits een verzameling subdialecten van is) opgezet: als.wikipedia.org.